# 首尔交通公社5000系电力动车组
首尔交通公社5000系电力动车组（：／）是首尔交通公社的一款通勤型电力动车组，在首都圈電鐵5號線运营。

## 概况
5000系电力动车组是首尔特別市都市铁道公社的第1款列车，是直流用车辆，由现代Mobis及現代Rotem负责生产。列车在1995年开始正式使用，目前运行于首尔地铁5号线，配属于高德车辆基地和傍花车辆基地。列车客室车门为内藏门，每节车厢共4对车门，列车在两端设有紧急出口，均为8辆编组。

## 使用情况
5000系电力动车组一共为80组，分为四批：

### 第1代
第1代为501-576，由現代Mobis在韓國的厂房生產。除502編組外，控制方式为VVVF-GTO。目前，列车的LCD显示屏已全部安装。

#### 第1批
501-546編組，由現代Mobis在韓國的厂房生產。

#### 第2批
547-576編組，由現代Mobis在韓國的厂房生產，與第1批設計沒有分別。

### 第2代
第2代为577-580，由現代Rotem生產。

#### 第3批
本批次列車由現代Rotem(577-580)
生產，於2020年投入服務。

### 第3代
第3代为501-525，由宇進產電生產。

#### 第4批
本批次列車由宇進產電(501-525)生產，於2022-2023年投入服務並取代同編號第1代列車。

## 运送过程
第1批列车从位于庆尚南道的新昌原站出发，通过京釜线进入果川线、首尔地铁4号线后，从忠武路站附近的联络线进入首尔地铁3号线，到达水西车辆基地，最后再通过卡车运至高德车辆基地。第2批列车从位于庆尚南道的新昌原站出发，通过京釜线进入首尔地铁1号线后，从新设洞站附近的联络线进入首尔地铁2号线，到达新亭车辆基地，最后再通过卡车运至傍花车辆基地。第3批列车从位於大田廣域市的大田站出发，通过京釜线进入首尔地铁1号线后，从新设洞站附近的联络线进入首尔地铁2号线，到达新亭车辆基地，最后再通过卡车运至高德车辆基地。

## 列车改造
在2003年2月18日大邱地铁纵火案发生后，列车的材料全部改为了防火材料，并且加装了火灾报警系统。列车改造由SLS重工业负责。2012年2月，502号列车开始改为使用VVVF-IGBT，取代了现有的ABB制造的VVVF-GTO。

## 编组
|          | ←傍花方向河南豐山・馬川方向→ 5000 |              |              |              |              |              |              |              |          |          |
| 車廂編號 | 1                                 | 2            | 3            | 4            | 5            | 6            | 7            | 8            | 製造年份 | 車輛形態 |
| 集電弓   |                                   | ◇◇           |              |              |              | ◇◇           |              |              | 製造年份 | 車輛形態 |
| 形式區分 | 51XX (Tc)                         | 52XX (M)     | 53XX (M)     | 54XX (T)     | 55XX (T)     | 56XX (M)     | 57XX (M)     | 50XX (Tc)    | 製造年份 | 車輛形態 |
| 动力单元 | 单元1                             | 单元1        | 单元1        | 单元1        | 单元2        | 单元2        | 单元2        | 单元2        | 製造年份 | 車輛形態 |
| 其他設備 |                                   |              |              |              |              |              |              |              | 製造年份 | 車輛形態 |
| 安裝機器 | SIV,BT                            | VVVF,CP      | VVVF         |              |              | VVVF,CP      | VVVF         | SIV,BT       | 製造年份 | 車輛形態 |
| 車輛重量 |                                   |              |              |              |              |              |              |              | 製造年份 | 車輛形態 |
| 載客量   |                                   |              |              |              |              |              |              |              | 製造年份 | 車輛形態 |
| 車廂編號 | 5101 5102                         | 5201 5202    | 5301 5302    | 5401 5402    | 5501 5502    | 5601 5602    | 5701 5702    | 5001 5002    | 1994年   | 1次車    |
| 車廂編號 | 5103 ： 5146                      | 5203 ： 5246 | 5303 ： 5346 | 5403 ： 5446 | 5503 ： 5546 | 5603 ： 5646 | 5703 ： 5746 | 5003 ： 5046 | 1995年   | 1次車    |
| 車廂編號 | 5147 ： 5176                      | 5247 ： 5276 | 5347 ： 5376 | 5447 ： 5476 | 5547 ： 5576 | 5647 ： 5676 | 5747 ： 5776 | 5047 ： 5076 | 1996年   | 2次車    |

範例
- VVVF：主控制裝置（VVVF變頻器）
- SIV：靜式變流器
- CP：電動空氣壓縮機
- BT：蓄電池

## 列车当前配属
- 高德车辆基地：501-538、577-580
- 傍花车辆基地：539-576、581

## 圖片

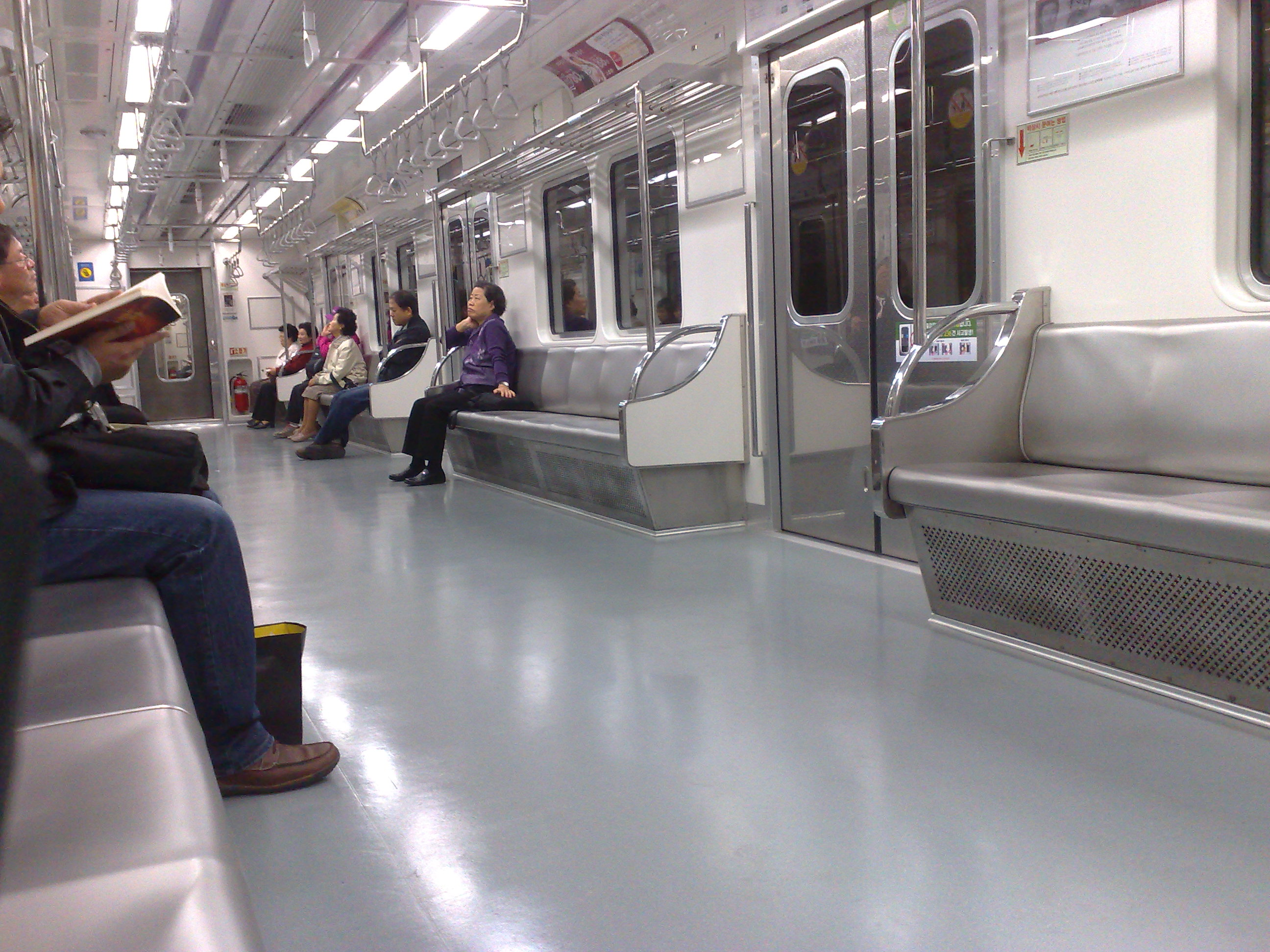
車廂內部
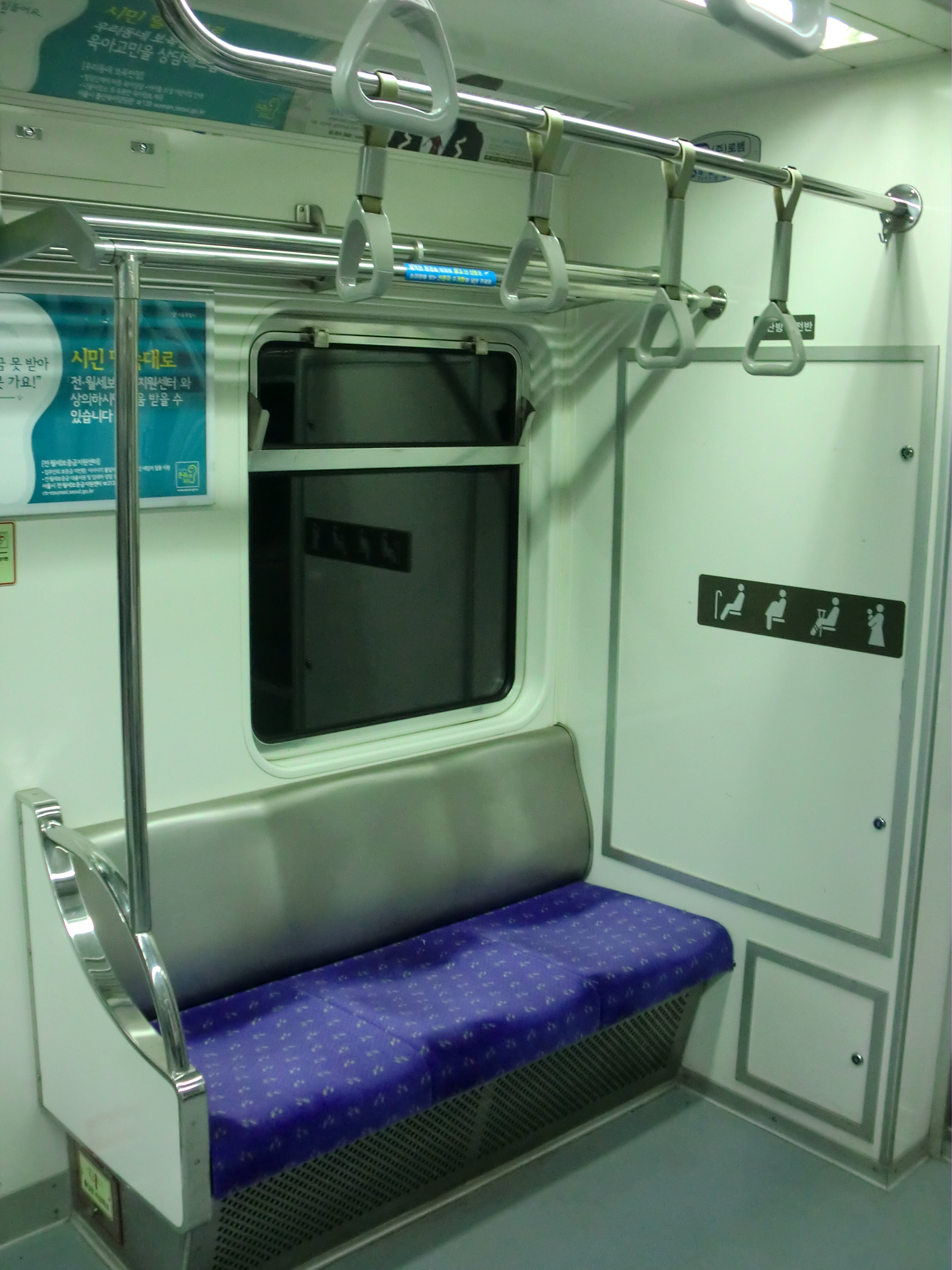
優先座
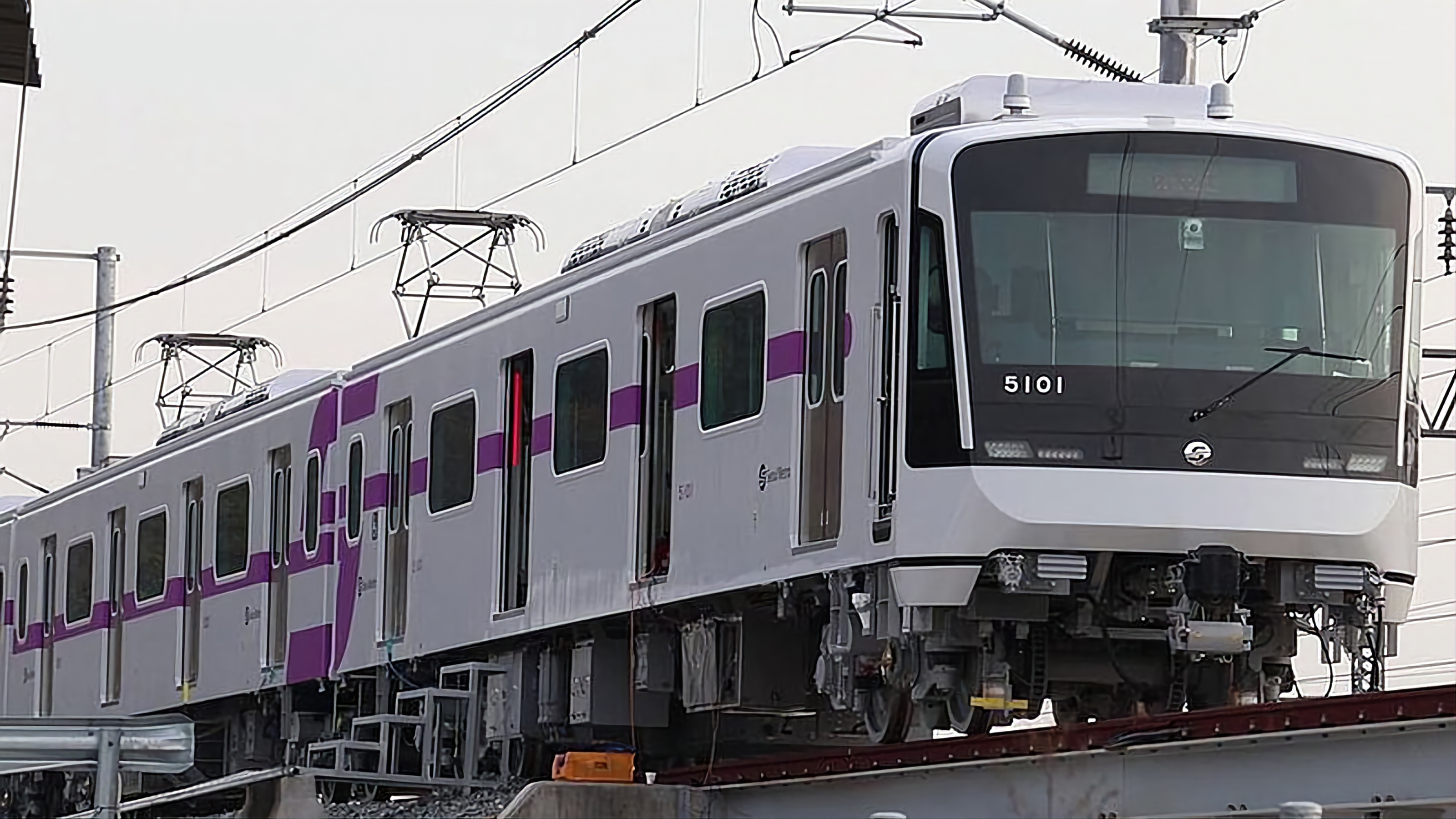
第3代列車

## 批评
由于5000系第1代列车运行时产生了严重的蛇形运动，故需要加装平衡装置，但是却导致了严重的噪音，尤其在东大门历史文化公园与鐘路3街之间最为严重。尽管首尔特別市都市铁道公社已经安装了减噪设备，但是效果欠佳。